# Curentul neoclasic în economie

## Prezentare si caracteristici
Motto: "Actualele modele macroeconomice keynesieniste nu pot reprezenta un ghid demn de încredere pentru formularea politicii fiscale, monetare, etc. Nu există nicio șansă ca o modificare majoră sau minoră a acestor modele să ducă la îmbunătățirea semnificativă a cradului lor de siguranță." (Robert Lucas)
Economia neoclasică se referă la o abordare generală în economie care pune accentul pe determinarea prețurilor, a producției și a distribuției veniturilor în cadrul piețelor, prin intermediul cererii și ofertei.

Conform lui G.Grellet, un economist francez 
Teoria neoclasică se întemeiază pe date de pornire și un model de comportament. Datele de pornire sunt considerate a fi exogene: este vorba despre scările de preferință ale agenților economici și despre cantitățile factorilor de producție la începutul unei perioade. Maximizarea obiectivelor agenților, în condițiile constrângerii, din cauza datelor de pornire constituie singura regulă de comportament al agenților. Aceasta se exprimă pe piață prin intermediul funcției ofertei și cererii. Funcționarea pieței permite să se stabilească nivelul cererii, ofertei, prețurilor și folosirii (factorilor de producție și forței de muncă).
Teoriile neoclasice sunt obiectul de studiu al mai multor școli economice, astfel că există mai multe păreri privind semnificațiile acestui curent. Totuși este recunoscut că bazele teoriei economice neoclasice au fost puse de Robert Lucas (Chicago), Thomas Sargent (Stanford) și Robert Barro (Harvard). Ea se aseamănă mult cu abordarea clasică în privința sublinierii rolului salariilor și prețurilor flexibile, dar vine și cu ceva nou, așa numitele așteptări raționale, prin care se cauta să se dea o explicație unor constatări de genul curbei Phillips.

## Bazele
Potrivit teoriei economice neoclasice:
1. prețurile și salariile sunt flexibile
2. oamenii se folosesc de toate informațiile disponibile

Aceste două postulate reprezintă esența concepției neoclasice despre activitatea macroeconomică.
Prima parte a acestei concepții se apropie de ipoteza clasică a flexibilității prețurilor și salariilor, ceea ce înseamnă pur și simplu că ele se ajustează rapid pentru a echilibra cererea și oferta.
Cea de-a doua ipoteză constituie o noutate absolută, ea fiind inspirată de progresele înregistrate în ultimii ani în domenii precum statistica și teoria comportamentului în condiții de incertitudine. Potrivit acestei ipoteze oamenii își formează așteptările pe baza celor mai bune informații aflate la baza lor. Astfel statul nu-i poate păcăli pe cetățeni deoarece ei sunt bine informați și au acces la aceleași informații ca funcționarii publici.

## Legea piețelor
Subproducția este imposibilă prin natura sa pentru că "oferta creează cererea". Argumentul este că nu există o deosebire semnificativă între o economie de schimb monetar și una de schimb în natură. Oricât ar produce fabricile, muncitorii pot cumpăra. Ideea a fost susținută chiar și în timpul Marii Crize când o pătrime din forța de muncă americană a fost trimisă în șomaj prin următorul argument: "șomajul care există la un moment dat este produs în totalitate de obstacole fricționale care se opun ajustării instantanee a nivelului salariilor și prețului" .
Legea piețelor susține că nu pot exista perioade lungi de supraabundență. Dacă producția s-ar modifica, prețurile ar scădea pentru asigurarea vânzării producției obținute în condiții de ocupare maximă.

## Așteptările raționale
Așteptările sunt foarte importante pentru viața economică. Ele îi determină pe investitori să cheltuiască o anumită sumă de bani, iar pe consumatori să hotărască dacă își economisesc veniturile. Cum poate însă știința economică să abordeze într-un mod logic problema așteptărilor? Economiștii neoclasici au răspuns la această întrebare formulând ipoteza așteptărilor raționale. Potrivit acesteia, previziunile sunt obiective și se bazează pe toate informațiile disponibile.
Ipoteza așteptărilor pornește de la faptul că oamenii fac previziuni obiective. Mai controversată este ideea conform căreia oamenii se folosesc de întreaga informație existentă și de teoria economică. Aceasta presupune că ei înțeleg modul în care funcționează economia și ce anume face guvernul. Să presupunem astfel că parlamentul sporește întotdeauna cheltuielile în anii electorali. Potrivit teoriei așteptărilor raționale populația va anticipa acest comportament și va acționa în consecință.
Principala noutate care apare în teoria economică neoclasică constă în aceea că, datorită așteptărilor raționale, statul nu poate păcăli populația cu măsuri economice sistematice.

## Implicațiile asupra teoriei macroeconomice
Concepția economică neoclasică poate fi fructuos aplicată în multe ramuri ale științei economice. Aici ne vom concentra asupra a două implicații: natura pieței muncii și curba Philips.

### Șomajul
Este șomajul voluntar sau involuntar? Șomajul involuntar este o situație în care muncitorii calificați sunt incapabili să găsească de lucru la nivelul curent al salariului. Economiștii keynesiști cred că o parte importantă a șomajului este de natură involuntară, mai ales în perioadele de recesiune.
Dimpotrivă, economiștii neoclasici cred că, în majoritatea cazurilor, șomajul este voluntar. În opinia lor, piața muncii se redresează rapid după șocuri, deoarece salariile se modifică pentru a se reechilibra și oferta de muncă. Astfel, nivelul șomajului crește în timpul recesiunilor pentru că tot mai mulți oameni se află în căutarea unor slujbe mai bine plătite, și nu pentru că aceștia nu-și pot găsi de lucru. Oamenii șomează pentru că și-au părăsit slujbele, căutând altele mai bine remunerate, și nu pentru că salariile ar fi prea mari, cum se întâmplă în cazul șomajului involuntar.

### Curba Phillips
Una din marile provocări căreia trebuie să îi facă față orice școală economică este aceea de a explica principalele reguli ce guvernează ciclul economic într-un mod coerent și în același timp, compatibil cu alte aspecte ale vieții economice. Concepția economică clasică este atrăgătoare deoarece corespunde cu majoritatea teoriilor privind cererea și oferta. Provocarea constă în a explica cele mai importante elemente ale ciclurilor economice, cum ar fi curba Phillips sau legea lui Okun. Dacă nivelul șomajului este ridicat în timpul recesiunilor, nu se va spune pur și simplu că oamenii au hotărât că anul respectiv este potrivit pentru concedii mai lungi. Cum ar explica o astfel de teorie lunga criză globală din anii 1930 sau declinul înregistrat în ultimii ani de țările cu economie de piață?
Economiștii neoclasici consideră că percepția greșită reprezintă cheia ciclurilor economice. Ei cred că șomajul atinge niveluri înalte deoarece lucrătorii au o părere confuză despre conjunctura în care se află economia ; ei își părăsesc slujbele de bună voie în speranța că vor găsi altele mai bine plătite, dar în cele din urmă ajung pe listele șomerilor. Ori, în faza de expansiune a ciclului economic, producția atinge niveluri înalte, iar șomajul scade când oamenii, supraestimând valoarea salariului real sunt păcăliți să muncească mai mult.
Analiza se poate face folosind curba Phillips corespunzătoare inflației. Potrivit teoriei economice clasice, curba Phillips pe termen scurt are forma unei drepte verticale în punctul reprezentând rata naturală a șomajului sau nivelului de echilibru. Această curbă este echivalentă dreptei clasice a ofertei agregate, situație în care producția nu este influențată de cererea agregată.
Atunci de unde provin curbele Phillips în pantă descendentă? Ele sunt rezultatul unui proces dinamic, în care oamenii se găsesc temporar într-o stare de confuzie privind valoarea reala a salariilor.
Spre exemplu, dacă Banca Națională sporește neașteptat rezerva de bani se ajunge la creșterea neașteptată a salariilor și prețurilor. Muncitorii percep greșit evenimentele economice, neștiind că prețurile cresc la fel de repede ca și salariile, deci oferta de muncă crește și șomajul scade.
Astfel, conform teoriei neoclasice,curba Phillips aparentă pe termen scurt este rezultatul unor percepții greșite a salariului real și a prețurilor relative.

## Categorii de probleme cu care se confruntă teoria neoclasică
Aprecierile exegeților occidentali, în fața economiștilor de orientare neoclasică se pun câteva mari categorii de probleme și anume:
- În ce condiții o societate organizată pe criterii și cerințe ale pieței poate să realizeze echilibrul general și optimul economico-social
- Ce se întâmplă când condițiile respective nu sunt întâlnite în realitate
- în ce măsură este posibilă integrarea în mecanismele pieței a proceselor și fenomenelor care, în mod tradițional nu fac parte din ea, îi sunt exogene. Din această categorie sunt menționate mai întâi de toate mediul înconjurător, calitatea lui, serviciile publice și creșterea rolului statului în economie.

Problemele echilibrului economic au căpătat o importanță majoră în preocupările economiștilor neoclasici.
Preocupările lor au fost stimulate de nepotrivirea dintre postulatul realizării automate a echilibrului între cerere și ofertă, care exclude posibilitatea crizelor și șomajului, pe de o parte, și realitatea, care arată cu totul altfel.
Printre condițiile realizării echilibrului, presupuse de modelul neoclasic, se numără:
- funcționarea nestingherită a mecanismelor pieței;
- liberul arbitru al agenților economici;
- prețuri mici și stabile;

Ele stau în atenția economiștilor neoclasici și realizarea lor este prezentată ca posibilă, cu condiția întrunirii unui număr de ipoteze.
Cercetarea și dezbaterile au fost orientate în mare măsură asupra ipotezelor. Una dintre ipoteze este cea a concomitenței realizării echilibrului în toate cele patru piețe: a mărfurilor, capitalului, forței de muncă și monetare – ceea ce este greu aproape imposibil de realizat în condițiile gradului mare de complexitate, de interdependență între economiile lumii.
O ipoteză a echilibrului de piață este cea a suveranității absolute a cumpărătorilor de a dispune de cheltuirea veniturilor lor, în timp ce în realitate intervin mulți factori care determină o suveranitate relativă.
Modificarea frecventă a raporturilor dintre cerere și ofertă imprimă prețurilor un caracter fluctuant. În economiile de scară industrială producția în serii mari are ca efect creșterea productivității și scăderea prețurilor până la un punct pe măsura creșterii cantităților produselor. Din acest motiv echilibrul general obținut din intersectarea curbelor cerere și ofertă este pus sub semnul întrebării.
Ipotezele menționate pentru a se putea realiza echilibrul sunt puțin satisfăcute în realitate, pentru ca piața în stare dinamică tinde mereu spre echilibru dar nu îl atinge niciodată. Se ridică astfel problema limitelor pe care le are piața în determinarea ofertei și cererii, a prețurilor și a calității mărfurilor care se schimbă.
Remarcilor critice privind limitele economiei de piață în realizarea echilibrului, economiștii neoclasici le-au răspuns în două feluri:
- nu a venit încă ziua în care ipotezele teoretice să-și găsească integral corespondența în realitățile practicii economiei de piață, dar spre acea zi trebuie să se tinda;
- să se renunțe la conceptul de echilibru pentru a salva cadrul conceptual al pieței, dar în condiții de dezechilibru sistemul de prețuri își pierde caracterul de indicator al realității produselor, alocarea resurselor nu mai poate fi optimă, își face apariția subutilizarea factorilor. Combinarea conceptului de echilibru cu cel de dezechilibru a pus problema regândirii întregului sistem conceptual al economiei de piață pentru a-i asigura coerența avută până la mutația respectivă.

Piața este elementul fundamental al neoclasicismului. Dar nu toate fenomenele unei economii țin de piață. Unele sunt exogene. Problema este dacă, teoretic și practic, ele pot fi integrate pieței ca să poată fi soluționate prin ea. Pentru exemplificare, se poate folosi funcția economică a statului și calitatea mediului ambiant.
Regula de fier a pieței este schimbul: se dă ceva ca să se obțină altceva, ambele părți al operațiunii căutând să obțină avantaje. Servicii publice ca învățământul sau apărarea națională nu se integrează în piața și numai în parte se supun regulilor ei.
Toți cetățenii contribuie la alimentarea bugetului țării în moduri foarte diferite, iar serviciile publice de care beneficiază sunt independente de contribuțiile lor. Plătește sau nu impozit, cetățeanul se bucură de învățământ și apărare națională. Ele sunt bunuri ale societății de care beneficiază membrii ei după cum au nevoie și ei și societatea. Acestea sunt servicii colective indivizibile menite să contribuie la menținerea macrocolectivității în care trăiesc indivizii. În cadrul acestui sector, nu concurența este cea care reglementează și rezolvă problemele, ci reglatorii construiți de forța publică în economie și manevrați prin politici determinate.
Serviciile publice, neputând fi integrate de neoclasici în teoria lor, sunt lăsate în afara modelului fiind apreciate ca excepții de la regulile pieței. Se fac și încercări prin care să se arate ca și învățământul, cel universitar de exemplu, ar putea fi supus regulilor pieței. Plata pentru înscriere, frecventarea cursurilor și absolvirea să fie în funcție de calitatea serviciilor oferite. În acest caz, ar avea acces la un învățământ de calitate superioară un număr mai restrâns de tineri, cei din lumea bogată, ceea ce ar contraveni  intereselor țării și regulilor democrației. în unele țări învățământul particular este finanțat de la bugetul central sau de la bugetele centrale, pentru a îmbina interesele particulare cu cel general.
Problemele devenite atât de acute ale degradării mediului înconjurător, ale diminuării și epuizării resurselor regenerabile sunt incluse de neoclasici în categoria efectelor exterioare pentru că nu fac parte din niciuna din cele patru piețe menționate. Se poate constitui, pentru ele a cincea categorie de piață dacă sunt internalizate în modelul neoclasic al economiei de piață?
Deteriorarea calității mediului înconjurător sub cele mai variate forme-infestarea aerului și apei, despăduririle, ploile acide, eroziunea solurilor, epuizarea resurselor neregenerabile, etc- aduce prejudicii colectivităților și indivizilor, agenților economiei.
Factorii răspunzători de acțiunile deteriorării raporturilor dintre om și natură nu sunt constrânși să plătească pentru prejudiciile aduse, ceea ce, în logica pieței, nu este ceva rațional și contribuie la o alocare nerațională a resurselor. Câștigul celor care cauzeazp o poluare (fiindcă nu fac cheltuielile necesare pentru a o preveni) cauzează pierderi mari pentru alții și cheltuieli sporite pentru colectivități, societate.
Pentru promotorii teoriei neoclasice s-a pus problema internalizării efectelor externe, ca cele ale poluării, sancționându-se prin piață vinovații, prin obligarea lor de a face cheltuielile necesare prevenirii poluării sau înlăturării ei în cazul în care s-a produs.
Dar cheltuielile de acest gen, dacă sunt încorporate în costuri, ridică prețul și diminuează capacitatea concurențială a mărfurilor, iar dacă nu sunt incluse ele trebuie să fie suportate din profit, care se diminuează. S-au propus diverse variante de soluții; una dintre ele constă în colectarea de către stat a amenzilor pentru poluare în condiția ca el să acționeze în vederea îmbunătățirii calității mediului înconjurător. În acest caz, funcția economică a statului crește, ceea ce contravine condițiilor de buna funcționare a pieței.
O altă soluție ar fi obligarea celor ce deteriorează calitatea mediului sa plătească despăgubiri celor afectați. Acest lucru este de obicei imposibil pentru ca determinarea vinovaților și păgubiților este dificilă.
Știința despre economie are mai multe de făcut pentru a găsi termenii obiectivi și căile de conciliere a mecanismelor pieței cu cele ale soluționării ale problemelor sociale (îmbunătățirea mediului înconjurător, în raportul om-natură).